# Amitostigma faberi
Amitostigma faberi är en orkidéart som först beskrevs av Robert Allen Rolfe, och fick sitt nu gällande namn av Rudolf Schlechter. Amitostigma faberi ingår i släktet Amitostigma och familjen orkidéer. Inga underarter finns listade i Catalogue of Life.